# Titaaré
Titaaré, également orthographié Titaré, est une localité située dans le département de Séguénéga de la province du Yatenga dans la région Nord au Burkina Faso.

## Géographie
Titaaré se trouve à environ 15 km au nord-ouest du centre de Séguénéga, le chef-lieu du département, à 3 km à l'est de Ramsa et à 45 km au sud-est de Ouahigouya. La localité est à 3 km au nord de la route nationale 15.

## Santé et éducation
Le centre de soins le plus proche de Titaaré est le centre de santé et de promotion sociale (CSPS) de Ramsa tandis que le centre médical avec antenne chirurgicale (CMA) de la province se trouve à Séguénéga.
Longtemps sans école, Titaaré possède désormais une école primaire publique et une école privée avec le projet de construire un collège d'enseignement général (CEG).